# آبشار میدل وینمونت
آبشار میدل وینمونت (به انگلیسی: Middle Vinemount Falls) آبشاری است که در همیلتون (انتاریو)، کانادا واقع شده و ارتفاع کلی ریزشگاه آن ۱۰ متر (۳۳ فوت) است.